# Czerkizowskaja
Czerkizowskaja (ros. Черкизовская/słuchajⓘ – Czerkizowska) – stacja moskiewskiego metra na linii Sokolniczeskiej. Zaprojektowana przez W.A. Czeremina, A.L. Wigdorowa, L.L. Borenkową, jest stacją płytko położoną ze sklepieniem łukowym (bez słupów). Otwarta 1 sierpnia 1990.